# Harfenburg
Die Harfenburg ist die Ruine einer  hochmittelalterlichen Höhenburg über Heddesbach im Rhein-Neckar-Kreis im Nordwesten Baden-Württembergs.

## Lage
Die Ruine liegt in 315 Metern Höhe auf einem Sporn des Schloßbuckels im Odenwald über dem Tal des Laxbachs. Vom etwa einen Kilometer südlich im Tal gelegenen Heddesbach führt ein Hohlweg zur Ruine.

## Geschichte
Nach der Harfenburg ist die Familie der Herren von Harfenberg benannt. Im Jahr 1200 wurde erstmals ein Bligger von Harpfenberg urkundlich erwähnt. Es gilt als sicher, dass er zur Familie der Steinacher gehörte. Zusammen mit der Burg Hundheim, bei Neckarhausen im Süden gelegen, gilt die Harfenburg als älteste Burganlage im südlichen Odenwald. Sie wurde vermutlich im 12. Jahrhundert angelegt und beherrschte als Stammsitz der Harfenberger die Dörfer Heddesbach, Brombach und Langenthal.
Mit dem Niedergang der Harfenberger fiel die Burg um 1300 an die Kurpfalz, die sie 1314 an die Herren von Hirschhorn verpfändete. 1340 wurde Engelhard von Hirschhorn vom Pfalzgrafen aufgefordert, den von ihm der Burg zugefügten „großen Schaden“ zu beheben. Ob es dazu kam, ist nicht geklärt. Ab dem 15. Jahrhundert wird die Burg nur noch als Flurname erwähnt. Funde aus der archäologischen Grabung 1963/64 des Landesdenkmalamts datieren hauptsächlich auf das 13. Jahrhundert. Das im 20. Jahrhundert gestaltete Gemeindewappen von Heddesbach spielt mit der Harfe auf das alte Wappen der Harfenberger bzw. Steinacher an.

## Anlage

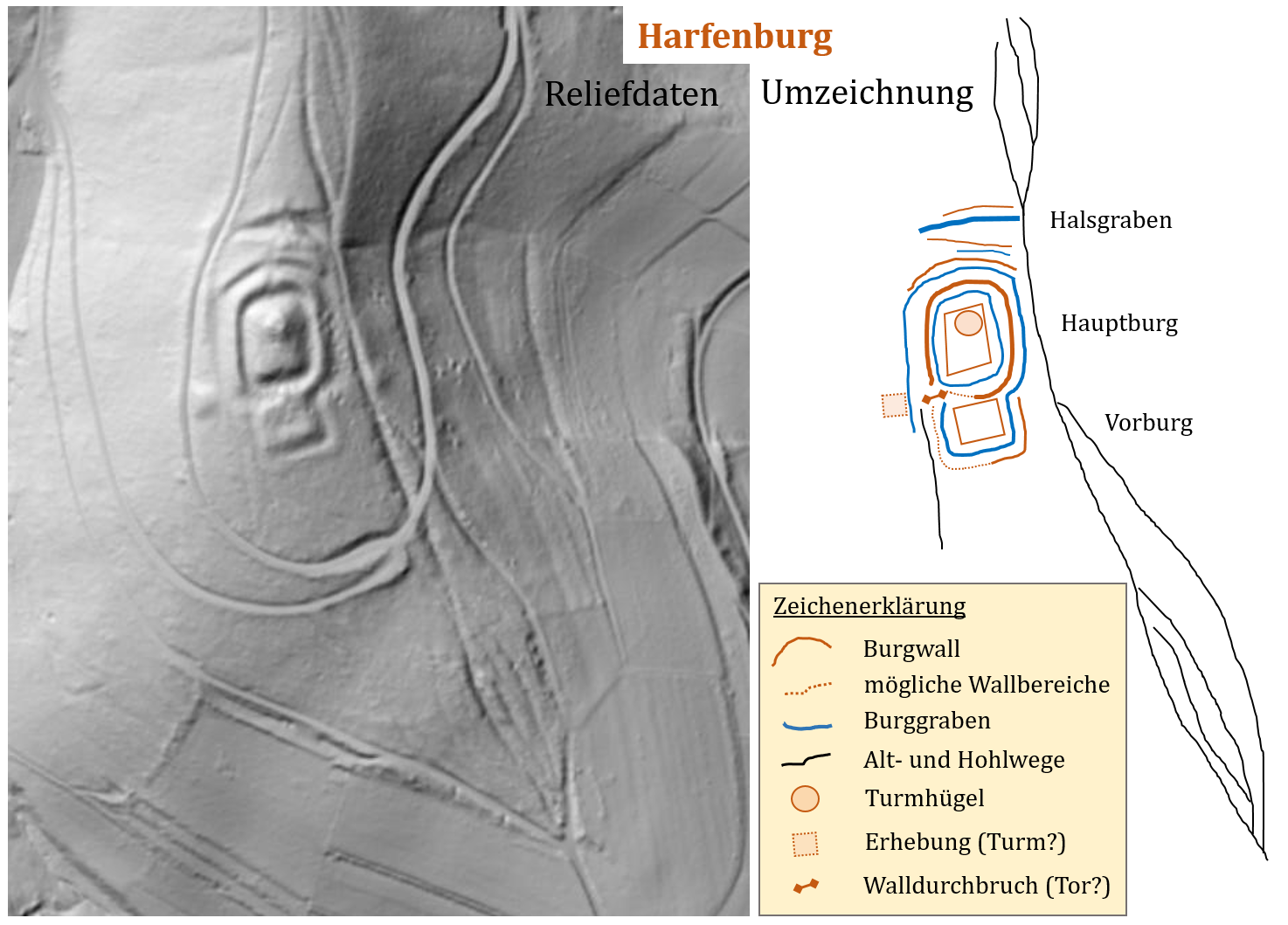
Die Harfenburg: Reliefdaten und Umzeichnung

Von der Harfenburg haben sich nur spärliche Überreste erhalten. Die künstliche Formung des Geländes zeichnet sich aber deutlich ab.
Die gesamte Anlage hat Abmessungen von etwa 120 Metern in Nord-Süd-Richtung und 70 Meter in Ost-West-Richtung. Mit den vermessenen Reliefdaten ergibt sich damit eine Gesamtfläche der Burganlage von etwa 6900 Quadratmetern.
Die heute baumbewachsene Kernburg hat einen Grundriss von etwa 34 mal 24 Metern. Zum Hang hin liegt darin der Schutthügel eines wohl runden Bergfriedes. Umgeben wird die Kernburg von einem Ringgraben. Zum Bergmassiv, dem sogenannten Schlossbuckel, nach Norden hin sichern zwei weitere Halsgräben den Zugang. Nach Süden liegt eine schmalere nahezu quadratische Vorburg (22 auf 24 Meter) direkt an das Wall-/Grabensystem der Kernburg anschließend. Im Westen, am Treffpunkt der Ecken von Kern- und Vorburg, befand sich vermutlich der einstige Torzugang. Westlich davon befindet sich eine kleine Erhebung, möglicherweise der Überrest eines Sicherungsbauwerkes. Östlich an der Burg führt ein Altweg in Nord-Süd-Richtung vorbei, der heute ein Hohlweg ist und sich ober- und unterhalb der Burg mehrfach verzweigt.